# Kalaallitkigun
Kalaallitkigun (od inuickich słów: Kalaallit, „Grenlandia”, oraz kigun, „ząb”) – rodzaj synapsyda z grupy ssakokształtnych (Mammaliaformes) żyjącego w późnym triasie (środkowy lub późny noryk) na terenach dzisiejszej Grenlandii. Gatunkiem typowym jest opisany w 2020 roku przez Tomasza Suleja i współpracowników Kalaallitkigun jenkinsi (epitet gatunkowy honoruje Farisha Jenkinsa), którego holotypem jest niekompletna kość zębowa z zachowanymi dwoma zębami (pierwszym zębem przedtrzonowym i drugim zębem trzonowym) odkryta w osadach formacji Fleming Fjord na terenie Ziemi Jamesona. Zdaniem Suleja i współpracowników (2020) możliwe jest ponadto, że co najmniej jeden ząb przedtrzonowy z osadów formacji Fleming Fjord opisany przez Jenkinsa i współpracowników (1994) jako ząb ssaka może być zębem Kalaallitkigun. K. jenkinsi jest jednym z najstarszych znanych ssakokształtnych.
Holotypowa kość zębowa K. jenkinsi była niewielka (jej zachowana część miała około 2 cm długości), była jednak prawie dwukrotnie większa od wszystkich znanych kości zębowych morganukodontów, ale porównywalna rozmiarami z kością zębową nieco młodszego od Kalaallitkigun (żyjącego we wczesnym retyku) haramiida Haramiyavia. Podobnie jak u Haramiyavia, ale inaczej niż u morganukodontów i u takich cynodontów jak Prozostrodon, Brasilodon, Brasilitherium czy Candelariodon, na kości zębowej K. jenkinsi nie występowała bruzda (określana też w języku angielskim jako Crompton’s groove, „bruzda Cromptona”), w której tkwiła zastępcza blaszka zębowa (listewka zębowa). Występująca na kości zębowej bruzda dla kości zazębowych nie uległa redukcji, co zdaniem autorów opisu K. jenkinsi świadczy, że u tego ssakokształtnego kości zazębowe w dalszym ciągu leżały w bruździe zazębowej (inaczej niż u współczesnych ssaków, u których kości te oddzieliły się od żuchwy i uległy przekształceniu w kosteczki słuchowe). U Kalaallitkigun występował duży wyrostek dziobiasty żuchwy (plezjomorfia ssakokształtnych, występująca również u Haramiyavia) ze stosunkowo dużą powierzchnią przyczepu mięśnia skroniowego.
Wzór zębowy Kalaallitkigun w zakresie, w jakim możliwa jest jego rekonstrukcja na podstawie zachowanych zębodołów (w kości zębowej występował jeden kieł, cztery zęby przedtrzonowe i trzy zęby trzonowe; liczba siekaczy jest nieznana) jest taki sam, jak wzór zębowy Haramiyavia. Zachowany pierwszy ząb przedtrzonowy okazu holotypowego K. jenkinsi miał dwa guzki na koronie oraz jeden korzeń, mający jednak dwa odrębne kanały korzeniowe dla przedniej i tylnej części korzenia. Opisany przez Jenkinsa i współpracowników (1994) ząb przedtrzonowy, mogący być prawym dolnym czwartym zębem przedtrzonowym K. jenkinsi, ma natomiast dwa korzenie; ząb ten przypomina budową trzeci (o jednym korzeniu) i czwarty (o dwóch korzeniach) ząb przedtrzonowy Haramiyavia. Inaczej niż u morganukodontów, których zęby trzonowe cechowały się występowaniem na koronie zęba guzków ułożonych w linii jeden za drugim (uzębienie trikonodontyczne), na koronie zachowanego zęba trzonowego K. jenkinsi (podobnie jak u Haramiyavia) występowały dwa rzędy guzków (jeden na powierzchni dowargowej korony, drugi na jej powierzchni dojęzykowej), między którymi znajdowało się zagłębienie środkowe. Według autorów opisu K. jenkinsi to zagłębienie mogło powstać z połączenia dwóch zagłębień na powierzchni korony występujących u morganukodontów; u Morganucodon te zagłębienia rozdzielał duży guzek na koronie, który u Kalaallitkigun był węższy, umożliwiając połączenie zagłębień. Jednocześnie jednak zagłębienie środkowe między dwoma rzędami guzków na powierzchni korony zęba trzonowego było u Haramiyavia szersze, a guzki z rzędu na powierzchni dojęzykowej korony zęba trzonowego – większe niż u Kalaallitkigun. Inaczej niż u cynodontów z grupy Mammaliamorpha nienależących do ssakokształtnych (z wyjątkiem przedstawicieli rodziny Tritylodontidae oraz rodzajów Mitredon i Meurthodon) u Kalaallitkigun doszło w zębach trzonowych do podziału korzenia. Kalaallitkigun jest najstarszym znanym ssakokształtnym, którego zęby trzonowe miały dwa korzenie (przed jego odkryciem najstarszymi znanymi ssakokształtnymi z zębami trzonowymi z dwoma korzeniami były morganukodonty i haramiidy żyjące w późnym noryku i w retyku).
Z przeprowadzonej przez Suleja i współpracowników (2020) analizy filogenetycznej (opartej na macierzy danych z analizy Huttenlockera i współpracowników z 2018 roku) wynika, że Kalaallitkigun należał do haramiidów i był najbliżej spokrewniony z rodzajami Haramiyavia i Thomasia. Z analizy autorów opisu K. jenkinsi wynika też, że haramiidy były bazalnymi ssakokształtnymi, bliżej niż morganukodonty spokrewnionymi ze współczesnymi ssakami, ale nienależącymi do grupy koronnej ssaków.
Budowa korony zachowanego zęba trzonowego holotypu K. jenkinsi wykazuje cechy pośrednie pomiędzy koronami zębów morganukodontów i Haramiyavia, co zdaniem Suleja i współpracowników (2020) może dowodzić, że przodkami haramiidów były ssakokształtne cechujące się uzębieniem trikonodontycznym, a zmiany w budowie ich zębów trzonowych mogły się wiązać ze zmianą funkcji zębów i przystosowaniem do wszystkożerności lub roślinożerności. Badania autorów opisu K. jenkinsi nad odpornością modeli zębów trzonowych tego ssakokształtnego na obciążenia występujące podczas gryzienia wykazały, że największe obciążenia zawsze występowały na styku korony i korzeni; w wypadku modeli z dwoma korzeniami obciążenia te były jednak mniejsze niż w wypadku modeli z jednym korzeniem. Zdaniem Suleja i współpracowników (2020) wykształcenie u ssakokształtnych zębów trzonowych z dwoma korzeniami zapewniało zębom większą odporność na uszkodzenia wynikłe z obciążeń występujących podczas gryzienia pożywienia i mogło być czynnikiem, który umożliwił zróżnicowanie sposobów odżywiania się wczesnych ssakokształtnych.